# 螺紋規

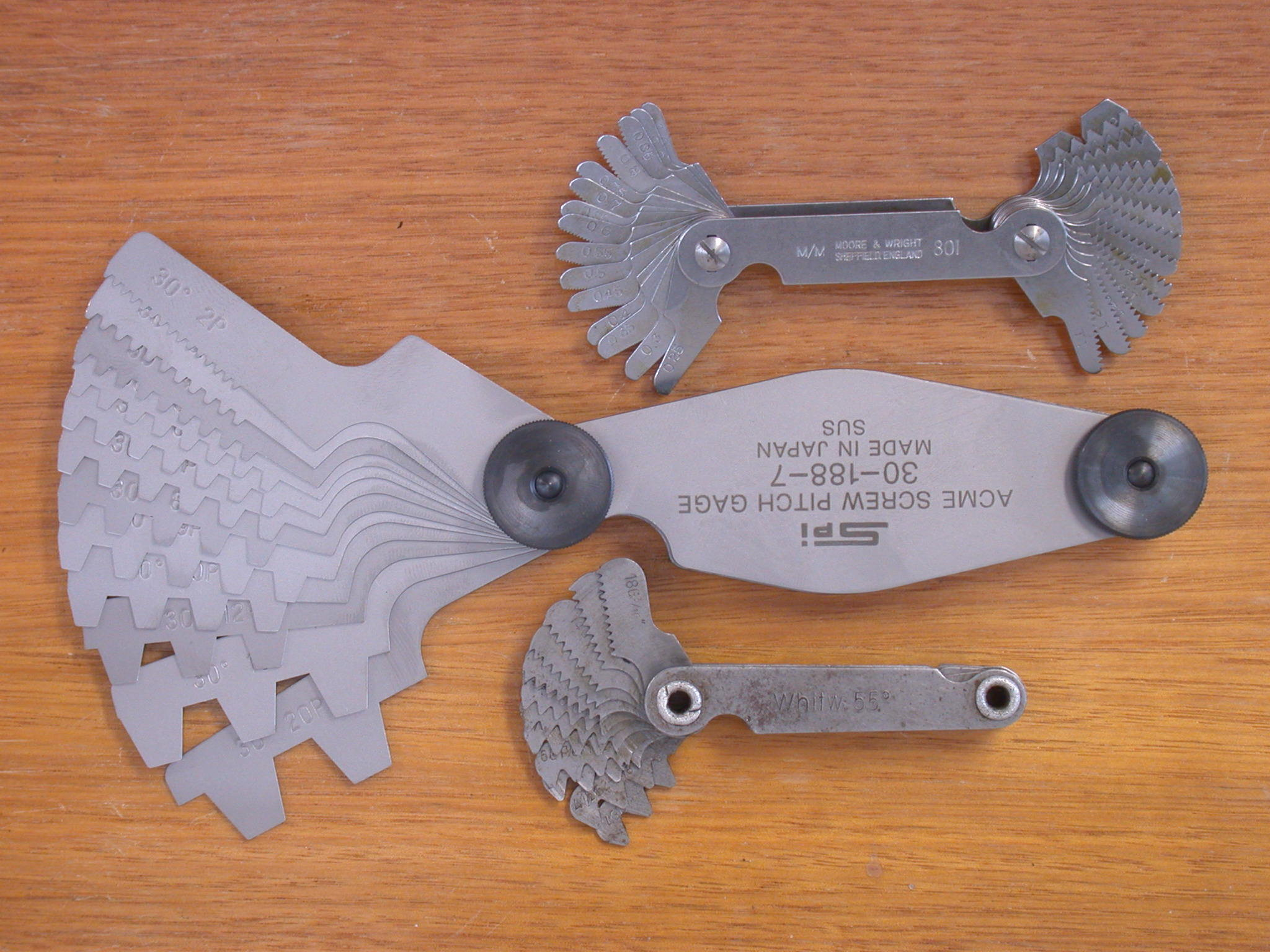
三種不同的螺紋量規

螺紋規（thread gauge），也稱為螺距規（screw gauge）、螺紋距規（pitch gauge），是用來測量螺絲間距的檢定工具。螺距（公制）或 PITCH（英制）。
螺距規是用來作為參考工具確定一個線程在球場上是一個螺絲或在螺紋孔。綜合檢驗並能在短時間內判定螺紋的精度，但不能用來作為精密測量儀器。為螺紋部品之互換性或兩產品之品質確保上，所不可或缺的量具。

## 标准
- GB-T 3934-2003 《普通螺纹量规技术条件》
- ISO1502《ISO一般用途的米制螺纹检验》

## 类型
- 通端螺纹塞规：完整的外螺纹牙型，检查工件内螺纹的作用中经和大径
- 止端螺纹塞规：截短的外螺纹牙型，检查工件内螺纹的单一中经
- 通端螺纹环规：完整的内螺纹牙型，检查工件外螺纹的作用中经和小径
- 止端螺纹环规：截短的内螺纹牙型，检查工件外螺纹的单一中经